# ارزنی
ارزنی، اسب‌واش، گاورس (نام علمی: Setaria  glauca) نام یک گونه از سرده ارزنی است.